# ۱ (خورشیدی)
سال یکم هجری خورشیدی: ۱ فروردین تا ۲۹ اسفند این سال کبیسه نیست.
برابر با:
- ۲۹ شعبان سال ۱ پیش از هجرت تا ۱۰ رمضان ۱ هجری قمری.
- ۱۹ مارس ۶۲۲ تا ۱۸ مارس ۶۲۳ میلادی.[۱]

## رویدادها
- ۱ فروردین روز جمعه برابر ۱۹ مارس ۶۲۲ میلادی (۲۹ شعبان سال ۱ پیش از هجرت) سرآغاز گاه‌شماری هجری خورشیدی است. هجرت پیامبر اسلام از مکه به مدینه مبدأ تاریخ مسلمانان، یعنی گاه‌شماری‌های هجری قمری و هجری خورشیدی است. هجرت پیامبر در شهریور (ربیع‌الاول/سپتامبر) این سال اتفاق افتاده است.
- ۲۷ تیر روز آدینه برابر با (۱ محرم ۱ هجری قمری و ۱۶ ژوئیه ۶۲۲ میلادی) سرآغاز گاهشماری هجری قمری است. هجرت پیامبر اسلام از مکه به مدینه مبدأ تاریخ مسلمانان، یعنی گاه‌شماری‌های هجری قمری و هجری خورشیدی است. هجرت پیامبر در شهریور (ربیع‌الاول/سپتامبر) این سال اتفاق افتاده است.
- ۲۴ شهریور - روز دوشنبه برابر با ۱ ربیع‌الاول ۱ قمری (۱۳ سپتامبر ۶۲۲ میلادی) آغاز هجرت پیامبر اسلام، محمد از مکه به مدینه و روز ۳۱ شهریور ورود پیامبر به مدینه است. این سال، سال هجرت، مبدأ تاریخ مسلمانان است.